# Жираф західноафриканський
Жираф західноафриканський (Giraffa peralta або Giraffa camelopardalis peralta (англ. West African giraffe)), також відомий як нігерський жираф  або нігерійський жираф — вид або підвид жирафа, який відрізняється своїми світлими плямами. Зустрічається в Сахелі Західної Африки.
У 19 столітті він поширювався від Сенегалу до озера Чад, але в 2011 році цей підвид вижив лише в кількох ізольованих осередках, що містять близько 400 особин. Його останнє самодостатнє стадо знаходиться на південному заході Нігеру, підтримується серією притулків у регіоні Доссо та туристичним центром у Куре, близько 80 км на південний схід від Ніамея. Зараз відомо, що всі так звані «західноафриканські жирафи», що містяться в неволі, є кордофанськими жирафами (G. c. antiquorum).

## Еволюційна історія

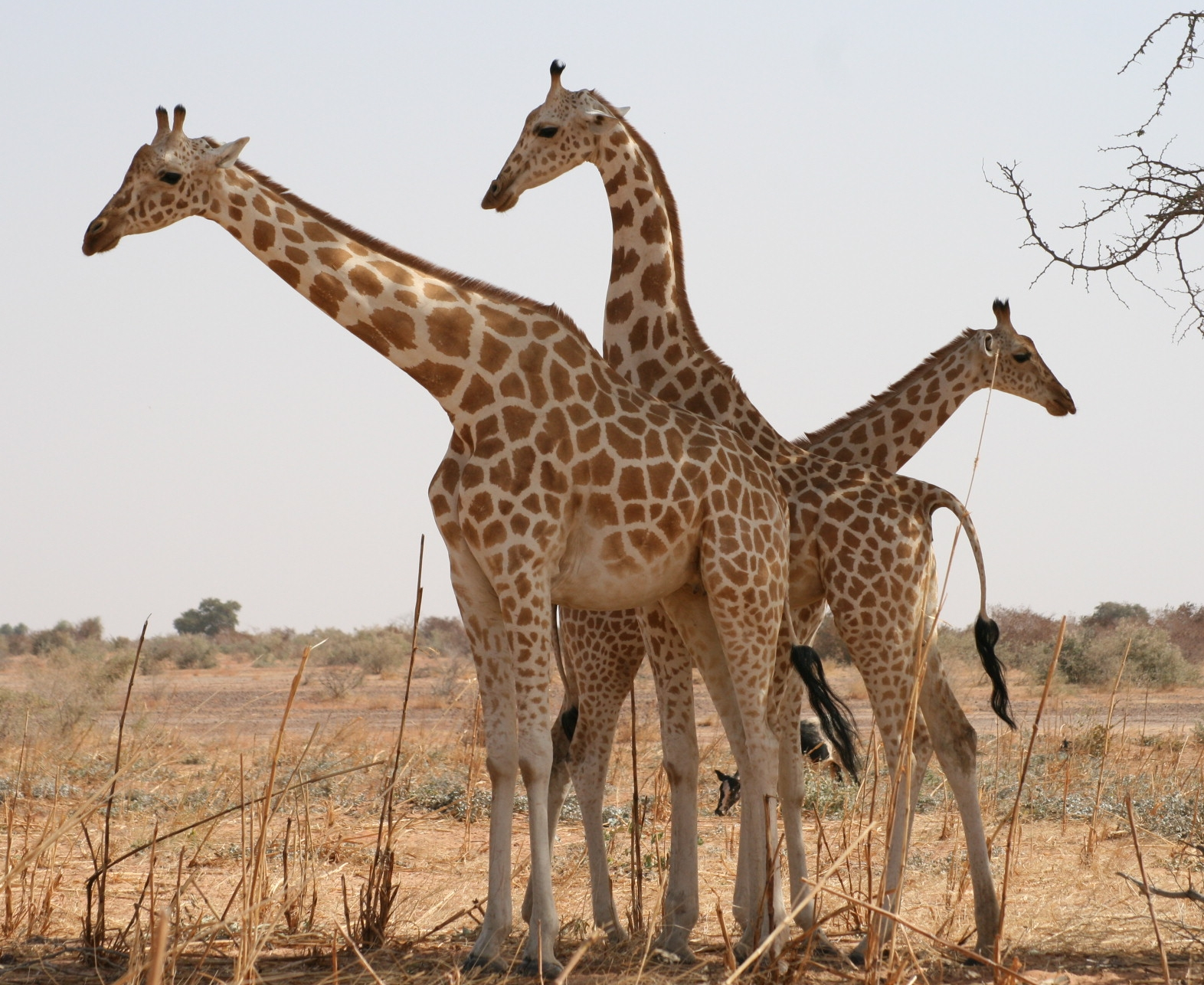
Західноафриканські жирафи поблизу Куре, Нігер

Старіші дослідження підвидів жирафів змусили деяких дослідників поставити під сумнів окремий статус G. c. перальта та кордофанський жираф (G. c. antiquorum). Генетичне тестування, опубліковане в 2007 році, підтвердило особливість західноафриканського жирафа.
Більшість жирафів у неволі з північно-західної Африки знаходяться у французьких зоологічних парках, які є результатом французьких колоній у Західній Африці. Ці жирафи раніше вважалися G. c. peralta. Однак, оскільки генетичний аналіз показав, що лише жирафи на захід від озера Чад належать до цього підвиду, популяції в європейських зоопарках насправді є кордофанськими жирафами (G. c. antiquorum ). Західноафриканський жираф більш близький до жирафів Східної Африки, ніж до жирафів Центральної Африки. Його предок, можливо, мігрував зі Східної до Північної Африки під час четвертинного періоду, а потім до Західної Африки з освоєнням пустелі Сахара. Найбільше озеро Чад могло служити бар’єром між західноафриканськими та кордофанськими жирафами в голоцені.

## Екологія та поведінка
Західноафриканські жирафи харчуються переважно листям Acacia albida та Hyphaene thebaica, а також Annona senegalensis, Parinari macrophylla, Piliostigma reticulatum та Balanites aegyptiaca. Наприкінці 1990-х років проект боротьби з опустелюванням у районі Ніамея сприяв розвитку лісозаготівельного бізнесу. Ненавмисним наслідком цього стало знищення значної частини тигрового чагарнику та середовища проживання жирафів у регіоні. Відтоді уряд Нігеру вжив заходів щодо обмеження вирубки лісу в цьому районі.

## Консервація
У середині 1990-х років у всій Західній Африці їх було лише 49. Ці жирафи були офіційно захищені урядом Нігеру, і зараз їх кількість зросла до 600. Зусилля щодо збереження, починаючи з 1990-х років, призвели до значного зростання популяції, хоча в основному обмежене одним стадом доссо. З 50 особин стадо зросло приблизно до 175 диких особин у 2007 році, 250 у 2010 році та 310 за підрахунками уряду Нігеру в 2011 році. Станом на 2016 рік було від 400 до 450 диких особин. Інтенсивні зусилля були докладені в Нігері, особливо в районі на північ від часткового фауністичної заповідниці Доссо. Звідти найбільше існуюче стадо сезонно мігрує в більш сухі високогір’я вздовж долини Даллол-Боссо, аж на північ до Куре, близько 80 км на південний схід від Ніамея. Ця територія, хоч і піддається незначному офіційному регулюванню, є центром нігерських і міжнародних зусиль щодо збереження середовища проживання, налагодження стосунків між стадом і фермерами, що займаються місцевістю, а також надання можливостей для туризму, організованого Асоціацією охорони жирафів у Нігері.